# I violatori del blocco
I violatori del blocco (Les Forceurs de blocus) è un racconto dello scrittore francese Jules Verne, pubblicato per la prima volta nel 1865 e ristampato in seguito con alcune varianti all'interno del volume Una città galleggiante del 1871. L'azione si svolge durante la guerra di secessione americana in Carolina del Sud.

## Trama
James Playfair è capitano del veliero "Delphin"; durante la guerra di secessione è stato istituito un blocco marittimo sull'intera costa degli stati del sud da parte delle truppe degli Stati Confederati d'America, venendo questo ad incidere negativamente sul commercio del cotone.
A James viene assegnato l'incarico di forzare il blocco con la sua nave, entrare nel porto di Charleston per raccogliere un carico di cotone; in cambio la nave porta armi.
Mentre cerca di trovare una soluzione per rompere il blocco, gli capita di prendere a bordo un giovane marinaio che chiede d'esser imbarcato. Egli inizialmente non dubita affatto che il "ragazzo" possa in realtà essere la figlia (di nome Jenny) di un giornalista abolizionista imprigionato in città e che cerca d'introdurvisi col proposito di liberarlo. Il capitano, innamoratosi di Jenny, farà di tutto per aiutarla.

## Personaggi
- James Playfair: figlio dell'armatore che ha fatto costruire il "Delphin" a Glasgow, nonché suo capitano.
- Mathew: comandante in seconda del "Delphin".
- John Stiggs: pseudonimo assunto da Jenny Halliburtt, figlia di Jonathan, nella sua veste di marinaio.
- Jonathan Halliburtt: padre di Jenny, è un giornalista tenuto prigioniero dai sudisti.